# شاتو دو (مترو باريس)
شاتو دو (بالفرنسية: Château d'Eau)‏ هي محطة مترو تابعة لمترو باريس تقع في فرنسا في الدائرة العاشرة في باريس.[بحاجة لمصدر]